# Măcin
Măcin (pronunciació en romanès: [məˈt͡ʃin]) és una ciutat del comtat de Tulcea, a la regió de Dobruja del Nord a Romania.

## Ubicació
Măcin es troba a la part nord-oest de la regió de Dobruja del Nord, al comtat de Tulcea. La ciutat es troba a la intersecció de les carreteres nacionals DN22 (E87) i DN22D. La carretera DN22 la connecta amb la capital romanesa, Bucarest (230 km a l'oest, via Brăila) i a les ciutats d'Isaccea i Tulcea (a l'est). La carretera DN22D connecta Măcin a través d'una ruta sud amb Tulcea i Constanța.
Segons el cens del 2011, la població tenia 7.666 habitants, composta per un 91,46% de romanesos, un 4,8% de gitanos, un 2,92% de turcs i un 0,37% de lipovencs russos.

## Història
La ciutat es troba en un antic assentament celta, anomenat Arrubium. Després, fou conquerit per l'Imperi Romà, el qual va col·locar una unitat de cavalleria en aquest lloc entre el 99 i el 241 dC. Les ruïnes de les antigues fortificacions romanes es poden veure avui al cim del turó "Cetate". Part de l'Imperi búlgar, romà d'Orient i posteriorment otomà, va ser inclòs durant algun temps als voivodats valacs i moldaus.
Va ser el lloc de la batalla de Măcin el 1791.

## Economia
La part principal de l'economia local la pren l'agricultura, especialment la ramaderia, el cultiu de cereals i, en menor mesura, la pesca. La indústria local se centra en la mineria superficial, principalment en l'extracció de roques de granit, de les pedreres situades als vessants meridionals de les muntanyes Măcin; la fabricació de tèxtils i confecció també està relativament ben representada. Una proporció significativa de la població de la zona (especialment dones) continua implicada en la indústria tèxtil. També hi ha una fàbrica que produeix purificadors d'aire electroestàtics i sistemes de ventilació.
Des de mitjans de la dècada de 2000, la indústria vitivinícola ha guanyat importància, amb noves vinyes plantades al turó de Carcaliu al llarg de la carretera DJ222L, a sis quilòmetres dels límits de la ciutat al sud-est. El productor de vi local ven als mercats nacionals i estrangers vins blancs i negres amb la denominació "DOC", "Denominació d'origen controlat", de la regió de Sarica-Niculițel.
Măcin també té un "port interior" al Danubi, operat per dues grues fixes locals i, de vegades, depenent del flux de mercaderies, per altres grues flotants portades de Brăila. El port disposa de manipulació de cereals i algunes instal·lacions d'emmagatzematge.

## Turisme
El desenvolupament turístic contribueix a millorar l'atractiu de la regió i crea nous llocs de treball. Les destinacions turístiques de la zona inclouen:
- Parc Nacional de les Muntanyes Măcin;
- Llac Iacobdeal - zona Turcoaia;
- L'Hostal Vell i la finestra de la mòlta (segle xviii);
- El braç del riu Vell Danubi - (braç Măcin);
- "Izvorul Tămăduirii": primavera al Parc Nacional de les Muntanyes Măcin;
- Bosc de Beech Valley (reserva botànica natural) - zona de Luncavita;
- Popina Blasova (reserva natural) a Balta Brăila;
- Punt Fossil Hill Bujoarele (reserva geològica);
- Ruïnes de la fortalesa Arrubium;
- Fortalesa Troesmis - Turcoaia;
- Fortalesa romana de Dinogeția;
- Monestir de Măcin, amb interior de fusta;
- Monument dels Herois Măcin;
- Casa Memorial “Panait Cerna” (del poble Cerna);
- Les cases amb arquitectura específica dobroga (Luncavita, Văcăreni, Garvan i Jijila);

## Educació
- Quatre jardins d'infants, un amb un programa d'activitats prolongades (núm. 4).
- Dues escoles primàries:
  - Escola "Nifon Bălășescu" (ex "Școala generală nr. 1")
  - Escola "Gheorghe Banea" (ex "Școala generală nr. 2")
- Escola vocacional. L'escola s'ha establert des de 1905 i, segons Spiru Haret, va ser "l'escola més bella de tota Dobrudja" durant el període al voltant de la Primera Guerra Mundial.
- Institut "Gheorghe Munteanu-Murgoci".
- "Cadastre i Cartografia" a la Facultat de Geografia de la Universitat de Bucarest.

## Fills il·lustres
- Gabriel Caramarin
- Gheorghe Munteanu-Murgoci
- Maurice Samuel

## Relacions Internacionals

### Ciutats germanes
Măcin està agermanada amb  Blaye.